# Givi Csikvanaia
Givi Csikvanaia, grúzul: გივი ჩიქვანაია), orosz névváltozatban Givi Petrovics Csikvanaja (oroszul: Гиви Петрович Чикваная (Telavi, 1939. május 29. – Moszkva, 2018. augusztus 2.) olimpiai ezüstérmes szovjet válogatott grúz vízilabdázó.

## Pályafutása
Az 1960-as római és az 1968-as mexikóvárosi olimpián ezüstérmes lett a szovjet válogatottal. Az 1962-es lipcsei Európa-bajnokságon szintén második lett a válogatottal.
1984-től lett Gyinamo Moszkva vezetőedzője. Klubjával 1984-ben európai szuperkupát nyert, az 1986-1987-es szezonban a BEK döntőjébe jutott.

## Sikerei, díjai
- Olimpiai játékok
  - ezüstérmes: 1960, Róma, 1968, Mexikóváros
- Európa-bajnokság
  - ezüstérmes: 1962, Lipcse